# Manin (Adelsgeschlecht)

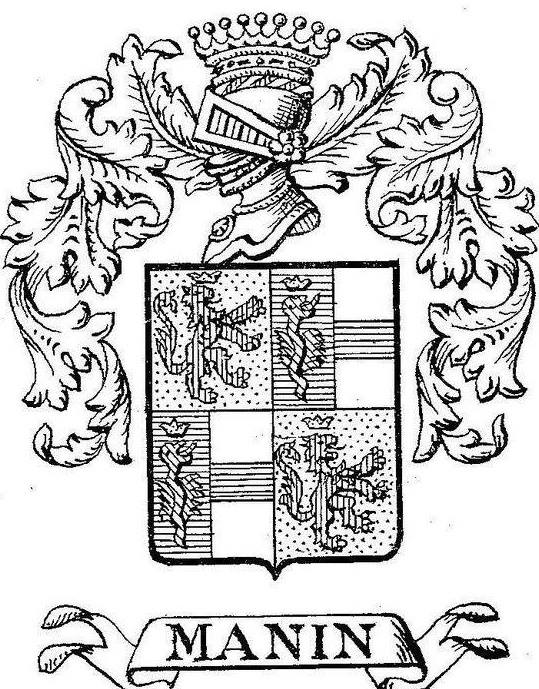

Die Familie Manin (auch Manini) ist eine alte Familie des italienischen Adels, die aus der Toskana ins Friaul und nach Venedig und Ungarn gelangte.

## Geschichte

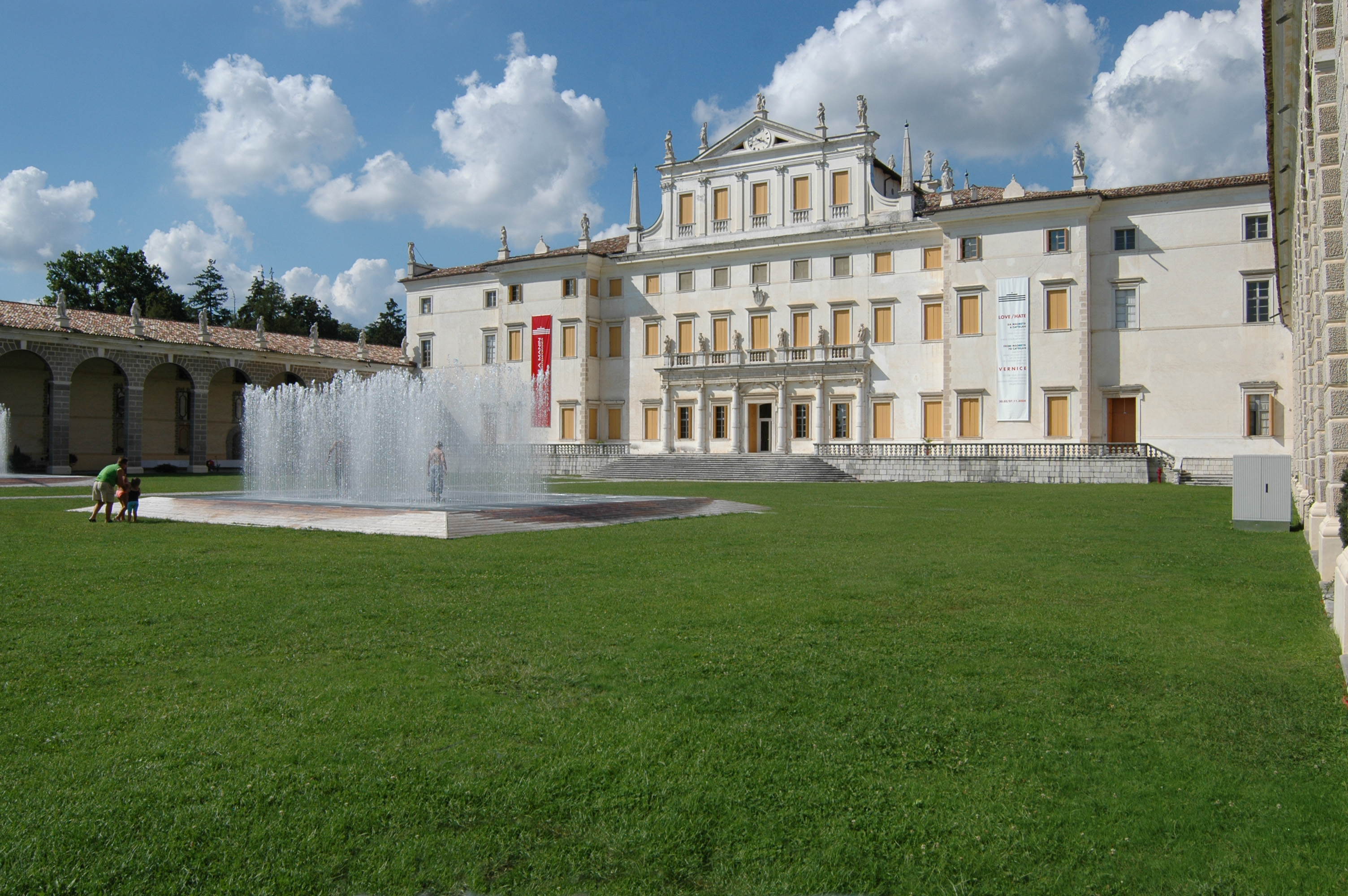
Villa Manin in Codroipo-Passariano

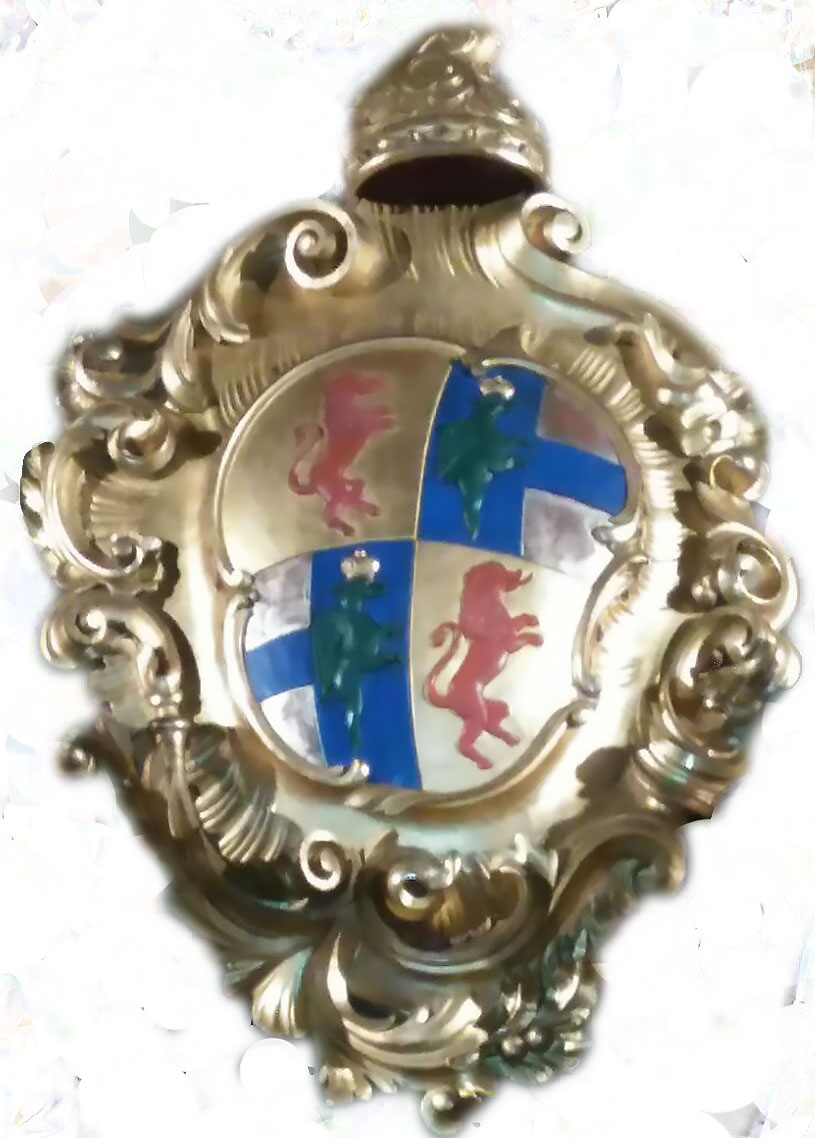
Wappen des Dogen Ludovico Manin

Legendenhaft wurde die Familie früher gelegentlich auf die antike Gens Manlia zurückgeführt. Historische Forschungen sehen allerdings den Stammvater mit einiger Wahrscheinlichkeit in einem Manno dei Bucij aus Rieti in Latium, der im 11. Jahrhundert über Fiesole nach Florenz zog, wo seine vermutlichen Nachfahren Mannini in öffentliche Ämter gelangten.
Kurz nach 1300 spaltete sich die Familie in drei Zweige auf: den toskanischen (Stammvater: Romanello), den zu Aquileia und Cividale im Friaul (Stammvater: Manino II., der sich 1312 an den Hof des Patriarchen von Aquileia begab), sowie die Nachfahren von Romanellos Sohn Giacomo II., der zunächst Statthalter Ludwigs I. von Ungarn in Transsilvanien und 1345–48 dessen Gesandter in England wurde. Giacomo II. blieb am englischen Hof und wurde am 5. August 1362 von Eduard III. in den (niederen) englischen Adelsstand aufgenommen, in Anerkennung seiner Tapferkeit im Krieg gegen Frankreich, mit dem besonderen Recht, das königliche Wappen in das eigene aufzunehmen. Der Adelsstand wurde seinem Sohn Odoardo von Richard II. mit Diplom vom 15. September 1381 bestätigt, der aber wurde mitsamt seinem Sohn Antonio 1399, nach dem Sturz des Königs, des Landes verwiesen und zur Rückkehr nach Ungarn gezwungen. Die Nachfahren wurden in den dortigen Adel aufgenommen und sind noch bis kurz nach 1500 dokumentiert.
Dem Diplomaten Nicolò Manin aus dem Friauler Zweig wurde 1385 ehrenhalber das Bürgerrecht der Republik Venedig verliehen. Der Friauler Familienzweig betätigte sich u. a. im Finanzsektor und kooperierte mit den einflussreichen venezianischen Familien Barbaro und Dolfin. Zwei Grabkapellen der Familie befinden sich im Dom von Udine. Am 4. Februar 1526 nahm Kaiser Karl V. Camillo Manin in den Reichsadelsstand mit Wappenbesserung auf. Dessen Neffe Antonio Manin wurde um 1650 Gastalde von Sedegliano und erwarb Ländereien in Passariano bei Codroipo, wo er den Bau der Villa Manin in Auftrag gab. Diese wurde unter seinen Enkeln Ludovico und Francesco zwischen 1710 und 1725 fertiggestellt, indem der Architekt Domenico Rossi sie um eine Kapelle und eine große Exedra erweiterte und mit Fresken ausschmücken ließ. Antonios Sohn Francesco wurde Bischof von Cittanova d’Istria.
1651, während des Krieges zwischen Venedig und dem Osmanenreich um Kreta, erkaufte sich Luigi Manin für 100.000 Dukaten die Mitgliedschaft im Patriziat von Venedig sowie seinem Sohn Octaviano das Amt eines Prokuratoren von San Marco (mit Sitz in den Prokuratien). Ludovico III. (1695–1775) wurde zum Podestà in Chioggia und Verona gewählt. Ab dem frühen 18. Jahrhundert bewohnte die Familie in Venedig den Palazzo Dolfin Manin, den sie 1787 erwarb und restaurieren ließ. Der Palast blieb bis 1867 im Besitz der Manin.
Das bekannteste Mitglied der Familie, wenn auch von eher tragischem Ruf, wurde Ludovicos III. Sohn, Ludovico Manin (1725–1802), der 120. und letzte venezianische Doge, der nach der französischen Besetzung Venedigs am 12. Mai 1797 abdankte und sich in den Palazzo Dolfin Manin zurückzog. Er hatte keine Nachfahren, jedoch führte sein Bruder Giovanni die Familie fort, die im Königreich Lombardo-Venetien den österreichischen Grafenstand erhielt. Viele Familienmitglieder leben heute in Italien (Triest, Friaul, Udine, Venedig, Mailand) und in Kroatien.

## Bildergalerie

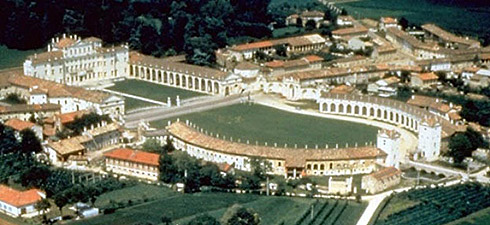
Villa Manin, Passariano
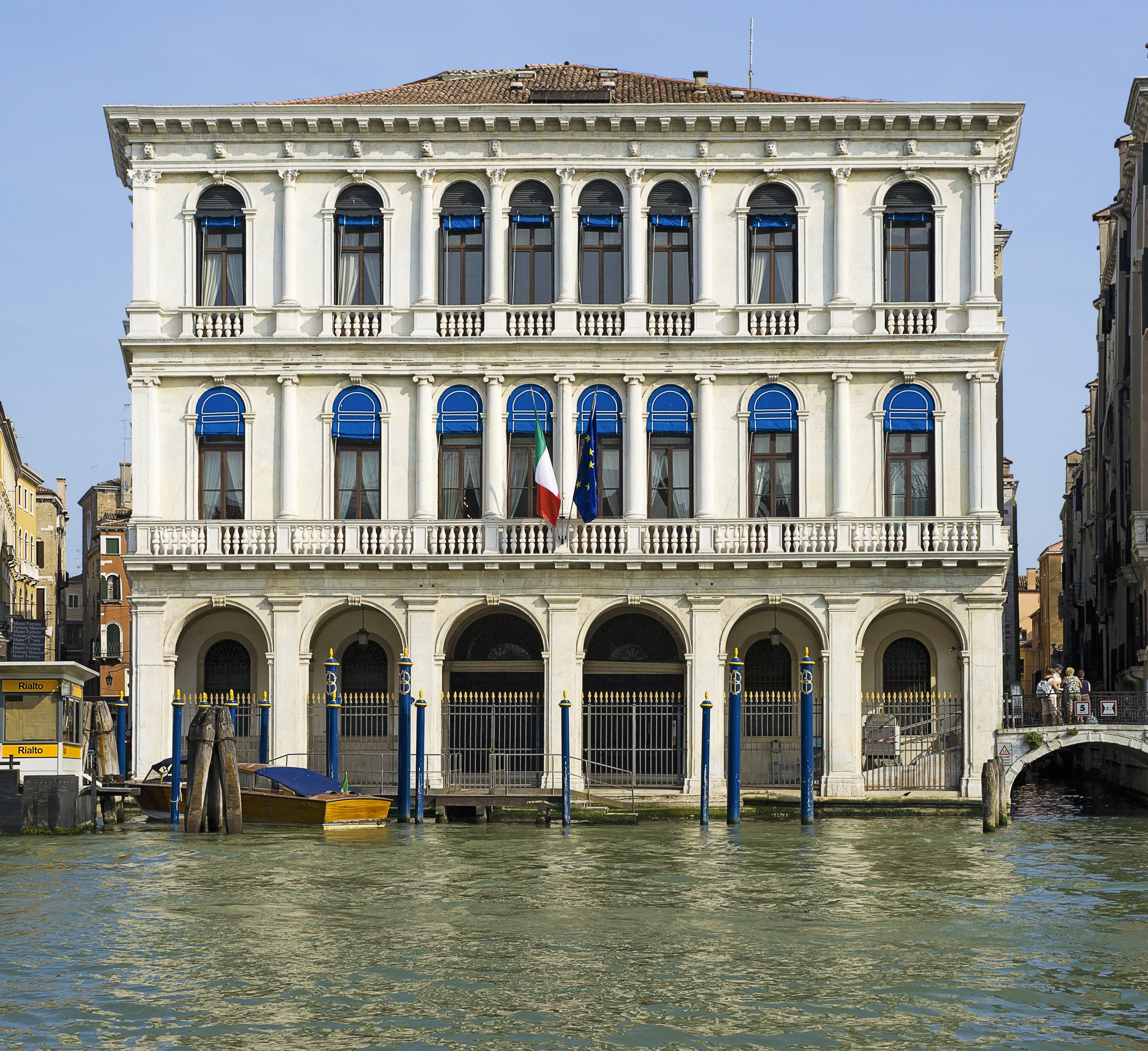
Palazzo Dolfin Manin, Venedig-San Marco
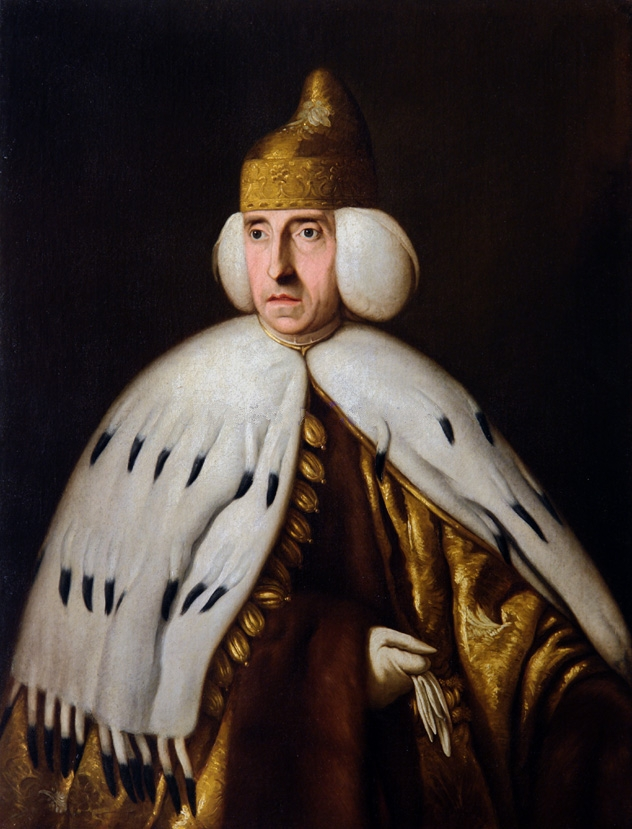
Ludovico Manin (1725–1802), Doge von Venedig